# سالي غراي (مذيعة)
سالي غراي (بالإنجليزية: Sally Gray)‏ هي مذيعة بريطانية، ولدت في 1969 في اسكتلندا في المملكة المتحدة.

## وصلات خارجية
- سالي غراي على موقع IMDb (الإنجليزية)